# Удодовые жаворонки
Удодовые жаворонки (лат. Alaemon) — род воробьиных птиц из семейства жаворонковых (Alaudidae), в состав рода включают два вида. Распространены в Африке и Азии.

## Описание
Удодовые жаворонки — крупные жаворонки, вместе с представителями рода степных жаворонков (Melanocorypha) являются одними из самых крупных представителей семейства жаворонковых, достигают длины 18—23 см и массы до 51 г. Характеризуются длинным, тонким и слегка изогнутым клювом. В семействе жаворонковых сравнительно длинный и тонкий клюв есть только у кривоклювого африканского жаворонка. Ноздри у обоих видов удодовых жаворонков не прикрыты перьями. Это, в частности, отличает их от видов рода Ammomanes, которые также являются ярко выраженными обитателями пустынь. Крылья длинные, и десятое маховое перо видно даже при сложенных крыльях. Хвостовое оперение также длинное, достигающее двух третей длины крыла. Ноги очень сильные, но пальцы и когти у них сравнительно короткие. Задний коготь у малого удодового жаворонока несколько изогнут, в то время как у большого удодового жаворонка задний коготь прямой.

## Классификация
В состав рода включают два вида
| Изображение | Научное название  | Русское название           | Распространение |
| ----------- | ----------------- | -------------------------- | --- |
|             | Alaemon alaudipes | Большой удодовый жаворонок | Кабо-Верде, Сахара (от юга Марокко и Мавритании до Мали, Нигера, Чада и Судана), Аравийский полуостров, Сирия, Афганистан, Пакистан и Индия |
|             | Alaemon hamertoni | Малый удодовый жаворонок   | Сомали |